# Trachemys nebulosa
Trachemys nebulosa is een schildpad uit de familie moerasschildpadden (Emydidae). De soort werd voor het eerst wetenschappelijk beschreven door John Van Denburgh in 1895. Oorspronkelijk werd de wetenschappelijke naam Chrysemys nebulosa gebruikt. 
De schildpad bereikt een maximale schildlengte tot 37 centimeter. Het rugschild heeft soms donkere, lichtomzoomde vlekken. Op de kop is een streep aanwezig die oranje tot geel van kleur is.
De soort werd lange tijd als ondersoort van de lettersierschildpad (Trachemys scripta) beschouwd, waardoor de verouderde wetenschappelijke naam in de literatuur wordt gebruikt. Trachemys nebulosa leeft in Midden-Amerika en komt endemisch voor in Mexico. De schildpad is gevonden in de staten Baja California Sur, Sinaloa en Sonora.

## Ondersoorten
Er worden twee ondersoorten erkend, die verschillen in het uiterlijk en het verspreidingsgebied. 
- Ondersoort Trachemys nebulosa nebulosa
- Ondersoort Trachemys nebulosa hiltoni